# Языков, Дмитрий Семёнович
Дми́трий Семёнович Языко́в (1793—1856) — генерал-майор, тайный советник, начальник 4-го округа Отдельного корпуса жандармов и директор Департамента внешней торговли Министерства финансов.
Происходил из дворян Владимирской губернии, сын отставного артиллерии поручика Семёна Григорьевича Языкова, родился в 1793 году. В 1802 году он был записан в Московский университетский благородный пансион, а в 1806 году «произведён студентом».
22 октября 1809 года Языков поступил на службу юнкером в Кавалергардский полк. Произведённый через два года в корнеты, Языков принял участие в Отечественной войне 1812 года, во время которой в июле сражался с французами под Витебском, в августе под Смоленском и под Бородино, где был ранен картечью в левую ногу. В октябре находился в сражениях при Тарутине и Малоярославце и в ноябре под Красным и при преследовании неприятеля до границы.
С открытием Заграничной кампании 1813 года Языков был в походе в Пруссии, Польше, Силезии и Саксонии, где в апреле бился под Люценом, а в мае под Бауценом, в августе сражался под Дрезденом, после чего, перейдя в Богемию, принял участие в знаменитом Кульмском сражении. В сентябре Языков сражался под Лейпцигом, откуда преследовал разбитого неприятеля до Франкфурта-на-Майне, а затем до Рейна.
Переправившись через Рейн во Францию 1 января 1814 года, Языков принял участие в сражении при Бриенне, в марте бился под Фер-Шампенуазом, а 18-го числа находился при взятии Парижа.
Вернувшись в Россию, Языков в 1818 году был произведён в ротмистры и в том же году переведён подполковником в Арзамасский конно-егерский полк. 3 апреля 1822 года Языков вследствие раны, полученной им в сражении, был уволен от службы.
Через пять лет, 25 июля 1827 года, Высочайшим приказом он был определён подполковником в Отдельный корпус жандармов. Произведён в полковники co старшинством с 25 июля 1829 года.
В 1830 г. состоит начальником 3-го отделения 5-го жандармского округа (Симбирского). Место службы - Нижний Новгород (до декабря 1831 года). Именно к нему, как владельцу соседнего имения, обратился запертый в Болдино в связи с эпидемией холеры А.С. Пушкин с просьбой о выдаче разрешения на выезд в Москву. Разрешение, сопровождаемое очень любезным письмом, было направлено 22 ноября 1830 года.
12 февраля 1832 года был назначен исправляющим должность начальника 4-го округа корпуса жандармов, расположенного в Вильне, а Высочайшим приказом от 10 сентября 1835 года он был произведён в генерал-майоры и утвержден начальником этого округа. В этом же году, 23 ноября, Языков был назначен директором Департамента внешней торговли. Произведенный 6 декабря 1847 года в тайные советники, он 1 января 1850 года был уволен от должности директора и назначен членом совета министра финансов, а 9 января 1853 года вышел в полную отставку.
Среди прочих наград Языков имел ордена Белого орла и св. Георгия 4-й степени, пожалованные ему декабря 1841 года за беспорочную выслугу (№ 6397 по кавалерскому списку Григоровича — Степанова).
Скончался от водянки в марте 1856 году. Похоронен в своем имении в селе Бахаревка Курмышского уезда Симбирской губернии.
Его брат Александр был полковником в отставке и помещиком Муромского уезда Владимирской губернии.